# Solenidion
Als Solenidion bezeichnet man Sinnesorgane bei Milben. Es handelt sich um spezialisierte Borsten, die vermutlich als Chemorezeptor fungieren. Sie sitzen an den Palpen und an den Enden der anderen Gliedmaßen. Sie treten häufiger am Tarsus und Tibia auf, seltener in höheren Beinabschnitten wie Femur oder Knie. Form, Anzahl und Verteilung werden häufig zur Unterscheidung der Milbenarten herangezogen. Ein Solenidion ist mit zahlreichen Wandporen ausgestattet, im Inneren verlaufen verzweigte Dendriten. Diese dienen vermutlich der Geruchs- oder der Geschmackswahrnehmung. Darüber hinaus gibt es porenlose Borsten, die als Mechanorezeptoren dienen.